# Erik Prince

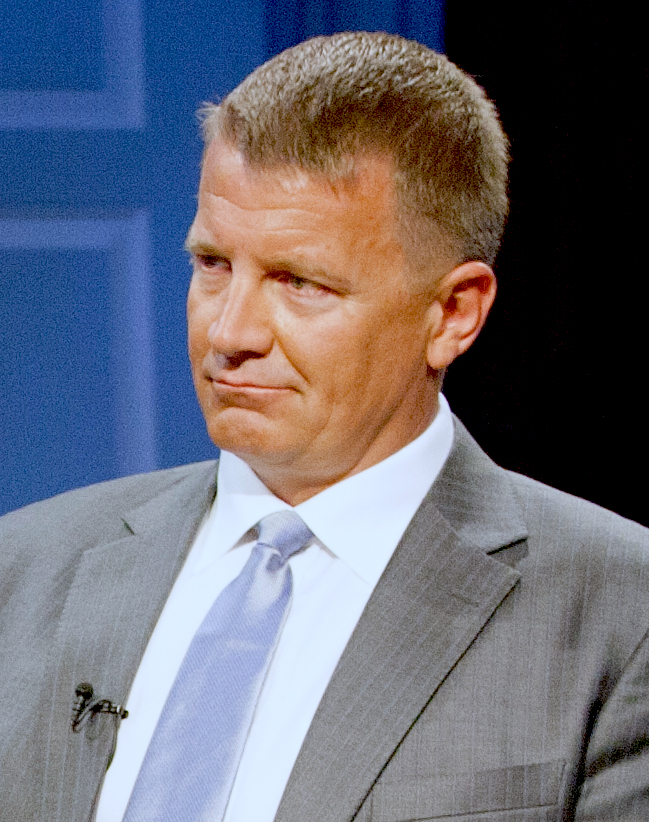
Erik Prince (2015)

Erik Dean Prince (* 6. Juni 1969 in Holland, Michigan) ist ein US-amerikanischer Unternehmer. Er ist ehemaliger United States Navy SEAL sowie Gründer und ehemaliger Geschäftsführer des Söldnerunternehmens Blackwater USA (heute unter dem Namen Academi Teil von Constellis Holdings). Bis 2009 war er Geschäftsführer und später Vorsitzender, bevor Blackwater im Jahr 2010 an eine Investorengruppe verkauft wurde.

## Leben

### Jugend, Ausbildung und Unternehmensgründung
Prince wurde in Holland, Michigan geboren. Seine Eltern sind Edgar D. Prince und Elsa Broekhuizen. Sie besaßen mit der Prince Corporation ein großes Unternehmen für Autoteile und Maschinenbau. Prince ist das jüngste von vier Kindern. Beide Eltern sind niederländischer Abstammung (der Familienname, Prins, wurde in das englische Prince umgeändert).
Prince graduierte an der Holland Christian High School:S. 11–12 und erwarb mit 17 Jahren den Pilotenschein. Nach der High School besuchte er die US-Marineakademie, welche er jedoch nach drei Semestern wieder verließ, um 1992 am Hillsdale College den Abschluss zu machen.
Im Jahr 1990 absolvierte Prince ein Praktikum auf der unteren Ebene des Weißen Haus unter George H. W. Bush. Später war er Praktikant bei Dana Rohrabacher, einem republikanischen Abgeordneten aus Kalifornien. Im Alter von 21 Jahren behauptete Prince, als Freiwilliger an der Suche nach einem Massengrab in Nicaragua beteiligt gewesen zu sein, um Tötungen unter Präsident Daniel Ortega öffentlich zu machen. Später gab er in einem Interview im Men’s Journal an, dass er „…ein Massengrab: Knochen standen aus dem Boden hervor, Hände waren an den Handgelenken mit Draht gefesselt“ gefunden habe.
Nach dem College besuchte Prince die Offiziersschule und trat 1992 in die United States Navy ein.
1997 zog Prince nach Virginia Beach. Hier gründete er zusammen mit Al Clark das Sicherheitsunternehmen Blackwater USA (später in Blackwater Worldwide, darauffolgend in Xe Services und 2011 in Academi umbenannt) mit dem Ziel, Angehörigen von Armee und Vollzugsbehörden militärische Ausbildungen anzubieten. Mit einem Teil seines geerbten Vermögens aus der Prince Corporation erwarb er 24 Quadratkilometer des Great Dismal Swamp, einem Sumpfgebiet im Grenzgebiet der Bundesstaaten North Carolina und Virginia, wo er ein ausgedehntes Trainingsgelände errichten ließ. Der Firmenname «Blackwater» bezieht sich auf die wegen des stark torfhaltigen Bodens dunkel gefärbten Gewässer der Gegend.

### Familie
Princes Vater, Edgar D. Prince, gründete 1965 die Prince Machine Corporation, einen Automobil-Zulieferer. Das Geschäft lief gut und Prince begann, über die Prince Group einen Teil der Gewinne in Einkaufszentren und andere Arten von Autoteilen zu investieren. So schuf er ein Netzwerk aus Unternehmen und Immobilien. Der Vermögenswert wurde auf eine Milliarde Dollar geschätzt.:S. 291. In den frühen 1970er Jahren patentierte das Unternehmen eine Sonnenblende, die sich aufhellen konnte. Als das Unternehmen in den 90er Jahren verkauft wurde, wurden pro Tag 20.000 Stück produziert.:S. 10.
Im Jahr 1995 übernahm Erik nach dem Tod seines Vaters das Unternehmen, das er 1996 für 1,35 Milliarden $ verkaufte.:S. 291. Prince ist der Bruder von Betsy DeVos, der ehemaligen Bildungsministerin der Vereinigten Staaten und ehemaligen Vorsitzenden der Republikaner in Michigan und Ehefrau des ehemaligen Alticor (Amway)-Präsidenten und Gouverneurskandidaten Dick DeVos.
Prince hat sieben Kinder. Seine Frau Joan starb im Juni 2003 an Krebs. Sein jüngster Sohn, Charles Donovan, wurde nach William J. Donovan benannt.
Prince ist zum zweiten Mal verheiratet. Er lebt seit August 2010 in Abu Dhabi. Laut Berichten des ORF lebt Erik Prince seit März 2012 in Eisenstadt (Österreich). Nachdem Prince laut Behörden in Eisenstadt nie anzutreffen war, wurde der Hauptwohnsitz abgemeldet. Im März 2013 wurde bekannt, dass Prince nun einen Hauptwohnsitz in Neusiedl am See in einem angemieteten Reihenhaus angemeldet hat.

## Blackwater
Prince schreibt die Entscheidung zur Gründung von Blackwater dem Völkermord in Ruanda zu.
Seit 1997 erhielt das Unternehmen über 1,6 Milliarden $ in nicht klassifizierten Staatsverträgen und eine unbekannte Zahl an geheimen Aufträgen. Es wurde zum größten der drei privaten Sicherheitsunternehmen, die vom State Department Aufträge erhalten, es stellt 987 Bewacher für Botschaften und Stützpunkte im Ausland.
Seit 2001 erhielten Blackwater und seine verbundenen Unternehmen bis zu 600 Millionen $ in geheimen Verträgen von der Central Intelligence Agency. Die Obama-Regierung vergab an das Unternehmen 2010 einen Sicherheitsvertrag des Außenministeriums der Vereinigten Staaten über 120 Millionen $ und neue Aufträge im Wert von etwa 100 Millionen $ von der CIA.
Prince trat am 2. März 2009 als Geschäftsführer von Blackwater zurück und blieb Vorstandsvorsitzender.
Im Dezember 2010 verkaufte Prince Xe Services mitsamt dem Training Center in North Carolina an eine Investorengruppe und schied aus dem Unternehmen aus.

## Lobbyismus und Spenden
Prince ist Vizepräsident der Edgar and Elsa Prince Foundation, einer Wohltätigkeitsorganisation, welche gemäß dem Internetmagazin Salon.com zwischen Juli 2003 und Juli 2006 den christlich-konservativen Institutionen Family Research Council und Focus on the Family mindestens $670.000, bzw. $531.000 gespendet hat. Die Stiftung ist zudem bedeutender Gönner des Calvin College, einer christlichen Institution in Grand Rapids, Michigan. Außerdem ist Prince Vorstandsmitglied von Christian Freedom International, einer Menschenrechtsorganisation, die sich nach eigenen Angaben für verfolgte Christen einsetzt. Er finanzierte den Film Die Steinigung der Soraya M.
Seit 1998 hat Prince der Republikanischen Partei und dritten Parteien über $200.000 zukommen lassen. Zusammen mit dem Getränkehersteller Bolthouse Farms und dessen Stiftung spendete Prince auch dem Alliance Defense Fund, einer konservativen christlichen Nonprofit-Organisation, welche gegen gleichgeschlechtliche Ehen und Abtreibungen (Schwangerschaftsabbrüche) kämpft.
2006 übergab Prince Geld an die Grüne Partei in Luzerne County, Pennsylvania, auch wenn dies als ein Versuch interpretiert wurde, dem ehemaligen republikanischen Senator Rick Santorum zu helfen, indem die liberalere Alternative zum demokratischen Herausforderer Bob Casey unterstützt wurde.
Erik Prince teilte mit seinem Vater die Vorliebe für Positionen der christlichen Rechten und konvertierte zum Katholizismus. Politisch macht sich dies beispielsweise in der finanziellen Förderung rechtsgerichteter katholischer Randgruppen bemerkbar. Auch besteht die Führungsmannschaft von Princes Sicherheitsunternehmen Xe zu einem Großteil aus Katholiken mit politisch ähnlichen Ansichten. Prominentes Beispiel ist hier etwa Joseph Schmitz, Mitglied im römisch-katholischen Malteserorden, welcher vor seiner Zeit bei Xe (bzw. Blackwater Worldwide) Generalinspektor im Verteidigungsministerium der Vereinigten Staaten war und dort wegen gravierender Mängel bei der Vergabepraxis von Aufträgen unter seiner Aufsicht sowie Kritik, wonach er seine Position missbrauche um die Trennung von Kirche und Staat zu unterminieren, unter politischen Druck geriet und letztlich zurücktrat.
Außerdem steht Erik Prince im Verdacht wie seine Eltern dem rechten Geheimbund Council for National Policy, in dem sich dreimal im Jahr Hunderte von mächtigen Konservativen treffen sollen, um zu beraten, wie die USA weiter nach rechts gesteuert werden können, anzugehören.

## Verhältnis zu den Medien
Prince galt als öffentlichkeitsscheu. Interviewanfragen wurden dementsprechend häufig abgelehnt. Bei öffentlichen Auftritten wurde die Presse jeweils darum gebeten, keine Fotos von Prince zu publizieren. Vertraulichkeitsklauseln verpflichteten ehemalige leitende Angestellte von Blackwater zudem, keinerlei Informationen über Prince weiterzugeben.
Seit dem Massaker vom Nisour-Platz in Bagdad, bei dem Blackwater-Angestellte 17 irakische Zivilisten erschossen hatten,  sowie den nachfolgenden Untersuchungen durch das FBI ist Prince wieder häufiger in der Öffentlichkeit erschienen. Unter anderem hat er vor dem US-Kongress zu verschiedenen Vorwürfen Stellung nehmen müssen.

## Offenlegung als Mitglied einer geheimen CIA-Taskforce
Prince behauptet, Mitglied einer geheimen CIA-Taskforce für die Tötung von Terroristen gewesen zu sein. Der Nachrichtendienst des Kongresskomitees im Weißen Haus gab seinen Namen an die Presse weiter. Prince verglich sich selbst mit Valerie Plame, dem Ziel einer ähnlichen Datenweitergabe durch die Regierung (vergleiche Plame-Affäre):

„Die Identität von Valerie Plame wurde aus politischen Gründen missbraucht. [Sogar] ein Sonderstaatsanwalt wurde eingesetzt. Aber was mir passiert ist, war schlimmer. Personen, die aus politischen Gründen aktiv wurden, haben nicht nur die Existenz eines sehr sensiblen Programms, sondern auch meinen Namen öffentlich gemacht.“

## Nach Blackwater
Im Januar 2011 berichtete Associated Press, dass Prince eine neue Rolle bei der Ausbildung von 2.000 Somaliern für Anti-Piraten-Einsätze im Golf von Aden angenommen hat. Das Programm wird laut den Berichten von mehreren arabischen Ländern finanziert. Dazu gehören die Vereinigten Arabischen Emirate mit Unterstützung der Vereinigten Staaten. Mark Corallo, der Sprecher von Prince, sagte, dass Prince „keine finanzielle Rolle“ im Projekt spiele und lehnte die Beantwortung aller Fragen zur Beteiligung von Prince ab. Die somalische Truppe wird laut den Berichten auch einen Kriegsherren verfolgen, der Islamisten unterstützt.
Die Associated Press zitiert John Burret von den Maritime Underwater Security Consultants: „34 Länder mit Marineeinheiten versuchen, Piraterie zu stoppen, und sie kann nur auf dem Land aufgehalten werden. Ich glaube, dass mit Princes Hintergrund und seinem ziemlich erlauchten Ruf ein Erfolg möglich ist.“
Seit 2014 lässt er Prototypen paramilitärischer Kampfflugzeuge entwickeln. Die durch eine österreichische Firma umgebauten Agrarflugzeuge wurden im Februar 2016 auf einer asiatischen Rüstungsmesse vorgestellt, ein geplanter Verkauf in den Südsudan war gescheitert.
Prince führt heute eine in Hongkong ansässige Firma namens Frontier Service Group. Während des Wahlkampfes 2016 plädierte Prince in einem von Breitbart veröffentlichten Interview mit Stephen Bannon für eine Neuauflage der Operation Phoenix, um die Terrororganisation Islamischen Staat auszuschalten. Nach Angaben von Jeremy Scahill, der sich auf einen ungenannten Informanten beruft, hat er Trump bei dessen Personalauswahl sowie bei Stellungnahmen zu Geheimdienst- und militärischen Fragen beraten.
Im April 2017 wurde bekannt, dass sich Prince am 11. Januar mit einem Gesandten des russischen Präsidenten Putin auf den Seychellen zu einer mehrtägigen Unterredung traf. Vermittelt wurde das Treffen offenbar von den Vereinigten Arabischen Emiraten. Beobachter nehmen an, dass Prince für die Trump-Regierung einen inoffiziellen Kommunikationsweg nach Moskau aufbauen sollte und Erkundigungen darüber einholen sollte, ob Putin unter Umständen bereit wäre, die Verbindung Russlands zum Iran im Syrischen Bürgerkrieg aufzugeben.
2025 tauchte Prince kurz vor der dortigen Präsidentschaftsstichwahl in Ecuador auf. Der damals amtierende Präsident Daniel Noboa hatte Prince angeheuert, um mit Polizei, Militär und dem Sicherheitsminister gegen die Narco-Banden im Land vorzugehen. Prince machte u. a. in Guayaquil Wahlkampf für den Präsidenten Daniel Noboa. Ab Mitte 2025 berichteten Medien über einen geheimen Vertrag zwischen Prince und der Regierung Haitis, der den zehnjährigen Einsatz von mindestens 150 Söldnern und privaten Sicherheitskräften in Haiti vorsehe. Ziel sei die Bekämpfung von Gangs, die zum Zeitpunkt fast 90 Prozent der Hauptstadt kontrollierten, die Wiederherstellung öffentlicher Ordnung und die Durchsetzung der Steuererhebung. Dazu seien auch bewaffnete Drohnen zum Einsatz gekommen (Stand: August 2025).

## Gerichtsverfahren
Zwischen 2016 und 2023 ermittelte die Staatsanwaltschaft Wiener Neustadt gegen Erik Prince und vier weitere Personen wegen möglicher Verstöße gegen das Kriegsmaterialgesetz. Laut Strafantrag hätte er mithilfe der Firma „Airborne Technologies“ zwei Kleinflugzeuge für Kampfeinsätze modifiziert und anschließend in den Südsudan und nach Bulgarien exportiert. Prince und die anderen vier Angeklagten wurden im Dezember 2023 freigesprochen.

## Belege
1. ↑  Jim Schaefer, M.L. Elrick, Todd Spangler: Ready for battle. (Memento des Originals vom 26. November 2015 im Internet Archive)  Info: Der Archivlink wurde automatisch eingesetzt und noch nicht geprüft. Bitte prüfe Original- und Archivlink gemäß Anleitung und entferne dann diesen Hinweis. In: The Detroit Free Press vom 7. Oktober 2007.
2. 1 2 3  Suzanne Simons: Master of War. Harper Collins, 2009.
3. ↑  Marc Pitzke: White-Collar Mercenary Under Fire In: Der Spiegel vom 3. Oktober 2007.
4. 1 2  Robert Young Pelton: An American Commando in Exile. In: Men’s Journal. Archiviert vom Original am 4. Dezember 2010; abgerufen am 3. Juni 2011.
5. 1 2  The Virginian-Pilot: Blackwater’s top brass (Memento vom 5. Mai 2007 im Internet Archive) auf hamptonroads.com vom 24. Juli 2006.
6. ↑  The Man Behind Blackwater. In: Newsweek. vom 23. Oktober 2007, S. 36–39.
7. 1 2  Robert Young Pelton: Licensed to kill: hired guns in the war on terror. Crown Publishers, New York 2006, ISBN 1-4000-9781-9.
8. 1 2  Former Blackwater CEO Erik Prince, Dan Fletcher, TIME Magazine, 6. August 2009
9. ↑  Tycoon, Contractor, Soldier, Spy In: Vanity Fair vom Januar 2010.
10. ↑  Erik Prince soll Wohnsitz in Eisenstadt haben. Abgerufen am 21. März 2012.
11. ↑  Multimilliardär in Neusiedl hauptgemeldet. In: burgenland.orf.at. 28. Februar 2013, abgerufen am 5. Dezember 2018.
12. 1 2  Warren P. Strobel:  Obama spares Blackwater on Sudan violations In: Pittsburgh Post-Gazette, 28. Juni 2010
13. ↑  Kim Sengupta:  Blackwater founder to sell up as criticism takes its toll In: The Independent, 9. Juni 2010
14. ↑  Kim Sengupta:  Blackwater founder to sell up as criticism takes its toll In: The Independent, 9. Juni 2010
15. ↑   (PDF)
16. ↑  Investorengruppe kauft Sicherheitsfirma Blackwater In: Tages-Anzeiger vom 17. Dezember 2010.
17. ↑  Former Blackwater Purchased by Investors (Memento vom 21. Dezember 2010 im Internet Archive) In: Time Magazine vom 17. Dezember 2010.
18. ↑   Blackwater Founder in Deal to Sell Company In: The New York Times, 16. Dezember 2010
19. ↑  Ben Van Heuvelen: The Bush administration’s ties to Blackwater In: Salon vom 2. Oktober 2007.
20. ↑  Archivierte Kopie (Memento des Originals vom 31. März 2012 im Internet Archive)  Info: Der Archivlink wurde automatisch eingesetzt und noch nicht geprüft. Bitte prüfe Original- und Archivlink gemäß Anleitung und entferne dann diesen Hinweis.
21. ↑  Sarah Posner:  The Legal Muscle Leading the Fight to End the Separation of Church and State (Memento vom 31. August 2007 im Internet Archive) In: Washington Spectator Online. vom 1. April 2007.
22. ↑  Suzanne Simons: Master of War: Blackwater USA’s Erik Prince and the Business of War. Harper, New York 2009, ISBN 978-0-06-165135-9, S. 253.
23. ↑  Mike Barker, AP, Testimony Lifts Veil on Blackwater Boss 2. Oktober 2007.
24. 1 2  Andrew Malcolm:  Grilled Blackwater chairman a major GOP donor (Memento vom 11. Oktober 2007 im Internet Archive) In: The Baltimore Sun vom 4. Oktober 2007.
25. ↑  Jeremy Scahill: Blackwater. The rise of the world’s most powerful mercenary army. Nation Books, New York 2007, ISBN 978-1-56025-979-4, S. 79 und 365 ff.
26. ↑  Dennis Kirstein: Amerikas Terrorkreuzzug: Kriege, Folter und Menschenrechtsverletzungen im 21. Jahrhundert. Books on Demand, 2008, S. 129.
27. ↑  Jeremy Scahill: Blackwater. The rise of the world’s most powerful mercenary army. Nation Books, New York 2007, ISBN 978-1-56025-979-4, S. 78–81.
28. 1 2 3  Notorious Mercenary Erik Prince Is Advising Trump From the Shadows, Jeremy Scahill, The Intercept, 17. Januar 2017
29. ↑  Auftritt Erik Prince bei Jon Stewart
30. 1 2
31. ↑  google.com (Memento vom 24. Januar 2011 im Internet Archive)
32. ↑  Der Standard: Gründer von Söldnerfirma Blackwater baute private Luftstreitkräfte über Unternehmen in Wiener Neustadt auf vom 11. April 2016.
33. ↑  Blackwater Founder Erik Prince’s Three-Point Plan to Destroy Islamic State, Dan Riehl, Breitbart.com, 27. Juli 2016
34. ↑  Adam Entous, Greg Miller, Kevin Sieff und Karen DeYoung / washingtonpost.com vom 3. April 2017: „Blackwater founder held secret Seychelles meeting to establish Trump-Putin back channel“
35. ↑  FAZ.net vom 27. Mai 2017: Wollte Jared Kushner geheimen Kanal zum Kreml?
36. ↑  Anne Herrberg: Ecuador: Löst eine Linke den Hardliner-Präsidenten ab? Abgerufen am 12. April 2025.
37. ↑  Abel Alvarado: Blackwater founder Erik Prince joins security operation in Ecuador. 5. April 2025, abgerufen am 12. April 2025 (englisch).
38. ↑  Katja Maurer: Bandengewalt in Haiti: Abgeschoben in die Hände der Gangs. In: Die Tageszeitung: taz. 4. Juni 2025, ISSN 0931-9085 (taz.de [abgerufen am 20. August 2025]).
39. ↑  "Kampf gegen Banden": Haitis Regierung heuert Erik Prince und seine Söldnertruppe an. In: amerika21. 2. Juni 2025, abgerufen am 20. August 2025.
40. ↑  Haiti: Umstrittene ausländische Söldner sollen Sicherheit bringen. In: SRF. Abgerufen am 20. August 2025.
41. ↑  stefan.melichar: Anklage gegen Trump-Vertrauten Erik Prince? „Wurde nie kontaktiert“. 19. Mai 2023, abgerufen am 8. Februar 2024.
42. ↑  stefan.melichar: Prozessstart: Trump-Vertrauter Erik Prince in Österreich vor Gericht. 16. November 2023, abgerufen am 8. Februar 2024.
43. ↑  Prozess um Blackwater-Gründer: Angeklagte freigesprochen. Abgerufen am 8. Februar 2024 (österreichisches Deutsch).

| Personendaten    | Personendaten                 |
| ---------------- | ----------------------------- |
| NAME             | Prince, Erik                  |
| ALTERNATIVNAMEN  | Prince, Erik Dean             |
| KURZBESCHREIBUNG | US-amerikanischer Unternehmer |
| GEBURTSDATUM     | 6. Juni 1969                  |
| GEBURTSORT       | Holland (Michigan)            |